# Ligota Dobrodzieńska
Ligota Dobrodzieńska (dodatkowa nazwa w j. niem. Ellguth Guttentag) – wieś w Polsce położona w województwie opolskim, w powiecie oleskim, w gminie Dobrodzień.
W latach 1975–1998 miejscowość administracyjnie należała do województwa częstochowskiego.

## Historia
Wieś jest zaliczana do najstarszych w regionie. Pierwsze informacje pochodzą z lat 1295-1305, gdzie w Księdze Uposażeń Biskupstwa Wrocławskiego zapisano ją pod nazwą Elgotha Nmognemi. Nazwa informuje, że osada była wolna od obowiązków wobec księcia (w tym danin), celem szybszego zagospodarowania nowych terenów. W roku 1384, gdy Dobrodzień posiadał już prawa miejskie od dekady, książę Władysław II Opolczyk obdarował go drugą wsią Ligotą.
Wizerunek pieczeci gminnej z 1802 r.:  budynek z dwoma oknami. Wizerunek pieczeci gminnej z 1919 r.:   na tarczy herbowej dwie skrzyżowane kosy, nad nimi korona żniwna.
| Nazwa        | Lokalizacja                                                        |
| ------------ | ------------------------------------------------------------------ |
| Grabok       | okolice wsi Błachów                                                |
| Zorowie      | teren przy historycznej drodze do wsi Błachów, okolice trzęsawiska |
| Harmoz       | nazwa zabudowań, w tym dawnych dworskich                           |
| Borek        | okolice wsi Warłów                                                 |
| Kuźnia       | teren dzisiejszych domostw i zakładu stolarskiego                  |
| Corne Doły   | tereny polne                                                       |
| Harbuć       | tereny polne                                                       |
| Pańskie Pola | tereny polne                                                       |